# Girls Just Shauna Have Fun
«Girls Just Shauna Have Fun» (titulado «Una chica como Shauna» en Hispanoamérica y «A las chicas les gusta Shauna» en España) es el decimonoveno episodio de la trigésimatercera temporada de la serie de televisión de animación estadounidense Los Simpson, y el 725 en total. Se emitió en los Estados Unidos en Fox el 1 de mayo de 2022. El episodio fue dirigido por Matthew Nastuk y escrito por Jeff Westbrook.
En este episodio, Lisa establece lazos con Shauna Chalmers cuando tocan juntas en una banda de música, mientras que Homer aprende a elaborar cerveza con el superintendente Chalmers. Chris Redd interpretó a Trevor McBride. El episodio recibió críticas mixtas.

## Trama
Lisa es seleccionada para sustituir a la banda de música del instituto de Springfield. Allí se encuentra con Shauna Chalmers en la batería, que la ignora. Más tarde, descubre que Shauna se queda hasta tarde en la escuela para ensayar sola, y ella admite que le apasiona la música. Invita a Lisa a tocar música en su casa, pero se marchan al centro comercial cuando el superintendente Chalmers las interrumpe. Cuando Homer viene a recoger a Lisa, Chalmers le invita a probar la cerveza trapense que ha elaborado en su garaje. Como le gusta, Chalmers se ofrece voluntario para enseñarle a elaborarla. Mientras tanto, Lisa y Shauna estrechan lazos en el centro comercial.
Más tarde, Lisa empieza a tratar a Shauna como a su hermana mayor, lo que preocupa a Marge. En casa de Chalmers, éste invita a Homer a elaborar él solo el siguiente lote de cerveza. Lisa anima a Shauna a hacer la prueba de batería principal. Shauna se muestra reacia, pero lo hace por Lisa. Impresiona en las audiciones y gana. Después de actuar en un partido de fútbol, Trevor, el quarterback del equipo, invita a Shauna a una fiesta en su casa y le dice que traiga a sus amigos. A Lisa le preocupa ir, pero Shauna dice que estará con su hermana mayor. Trevor dice que todos deben llevar cerveza. Mientras Homer termina de preparar su lote de cerveza, Shauna y Lisa actúan para distraer a Homer y Chalmers mientras Trevor coge la caja de cerveza que Shauna deja fuera de la casa. Trevor ve el resto de la cerveza y se la toma toda.
En la fiesta, Shauna abandona a Lisa para estar con Trevor. Chalmers y Homer encuentran que falta la cerveza y descubren que Shauna la ha robado. Sin Shauna, Lisa se asusta en la fiesta y llama a la policía. Homer y Chalmers llegan a la fiesta e intentan recoger la cerveza. Lisa se enfada con Shauna por abandonarla y tienen una discusión que acaba con Lisa llorando. La policía llega y detiene a Homer y Chalmers por servir alcohol a menores, pero la cerveza no tiene alcohol porque Homer olvidó añadirle levadura, así que quedan en libertad. Homer encuentra a Lisa y la consuela.
Más tarde, Homer y Marge salen y piden a Shauna que venga a cuidar de los niños. Shauna ha dejado la banda de música, y le da crédito a Lisa por haberle dado la confianza para empezar su propia banda. Se reconcilian y empiezan a tocar música para disgusto de Bart, Maggie y las mascotas.